# Michael Bojesen
Michael Bojesen (født 7. august 1960 i København, Danmark) er en dansk dirigent, komponist, korleder og arrangør. Han er blandt andet tidligere direktør for Malmø Opera og Musikteater, hvor han havde stillingen fra 2017 til 2022.

## Liv og karriere
Bojesen er uddannet fra Det Kongelige Danske Musikkonservatorium i 1984. Fra 1984 til 2001 underviste han på Sankt Annæ Gymnasium, en gymnasieskole i København med speciale i sang, hvor han fra 1991 til 2001 var korleder. Fra 1989 til 2006 var han dirigent for Kammerkoret Camerata, og fra 2001 til 2010 chefdirigent for DR Pigekoret, hvorefter han fik titlen æresdirigent.
Bojesen vandt den danske årlige pris for korkomposition i 1998. I 1999 vandt en indspilning af Messias, hvori han deltog, den danske Grammy for årets bedste danske indspilning.
I 2011 blev The Jazz Ballad Song Book, en indspilning af DR Big Band, hvor han dirigerede, nomineret til fire Grammy Awards i jazzkategorier. Han overtog ledelsen af Copenhagen Opera Festival i september 2012, en stilling han havde indtil 2016. I 2017 blev han udnævnt til formand for Statens Kunstfond. Bojesen har desuden været docent ved Musikakademiet (fra 1994 til 2003) og har arrangeret værker for blandt andet DR Vokalensemblet, Danmarks Underholdningsorkester, Aalborg Symfoniorkester og DR Symfoniorkestret.

## Kontroverser
Bojesen er gang på gang blevet anklaget for at tillade et seksualiseret miljø af flere tidligere medlemmer af DR Pigekoret. Det blev første gang rapporteret til offentligheden i 2021. Som konsekvens af advokaternes analyse af anklagerne blev Bojesen frataget sin titel som æresdirigent for Pigekoret.
I 2022 dukkede flere anklager op, denne gang om Bojesens tidligere ansættelse på Sankt Annæ Gymnasium, herunder at han i sin tid var i et forhold med en mindreårig elev. Samme år kom det frem at han i 2015 sendte mails til kollegaer, bl.a. operasangeren Peter Lodahl, hvori Bojesen udtalte sig sexistisk om en sangerindes bryster. Mailen blev senere, af andre end Lodahl, delt i Ekstra Bladet, og kort tid efter blev Michael Bojesen fyret fra sin stilling som direktør for Malmö Opera.
I marts 2023 udgav DR en artikel om et arrangement i Folkekirkens Hus i Aalborg, hvor flere sognepræster til Kristeligt Dagblad og P1 Morgen havde rejst kritik af valget på Michael Bojesen som vært på arrangementet. Begrundelsen for kritikken var de mange anklager mod Bojesen den seneste tid. Bojesen klagede efterfølgende til Pressenævnet over, at DR ikke havde forelagt ham oplysningerne forud for offentliggørelsen af artiklen. Han fik medhold i klagen, og Pressenævnet udtalte kritik af DR.
Edition Wilhelm Hansen udgav i 2015 18 arrangementer af Michael Bojesen for SATB-kor, Carl Nielsen for kor.